# François Baby (homme politique, 1768-1852)
Pour les articles homonymes, voir François Baby et Baby.
François Baby, née le 16 décembre 1768 et mort le 27 août 1852, est un militaire, homme politique et homme d'affaires du Haut-Canada. 

## Biographie
Il est né à Détroit en 1768, le fils de Jacques Baby et neveu de François Baby. Bien que catholique et français canadien, il appartenait à l'une des familles les plus riches et les plus puissants dans le district de l'Ouest du Haut-Canada à ce moment-là. En 1792, il a été élu pour représenter le comté de Kent à l'Assemblée législative du Haut-Canada. Il a rejoint les forces britanniques pendant la guerre de 1812 et a été capturé par les Américains en 1814. En outre, pendant la guerre, la maison de Baby nouvellement construite à Sandwich (Windsor) a été reprise par l'invasion des troupes américaines. À son retour, il a découvert que sa maison avait été pillée et endommagée; il n'a jamais eu l'impression d'avoir été suffisamment compensé. En 1820, il a été élu à l'Assemblée législative représentant Essex. Bien lié à l'élite, il a soutenu les réformateurs modérés. Baby a également été un des premiers promoteurs du bilinguisme, demandant que les actes de la législature soient traduits en français. Il était contre l'union du Haut et du Bas-Canada. Durant les années 1840, il a exploité un service de traversier entre Windsor et Détroit. Il est mort à Windsor en 1852.
Sa maison sert aujourd'hui de local au Windsor's Community Museum (en)

## Chronologie
- 1768 - le 16 décembre. Né dans la ville britannique de Détroit, fils de Jacques Du Perron Baby et Suzanne Réaume.
- 1786 - a terminé ses études au Québec.
- 1792-1796 - Toujours résident de Détroit, il a représenté le comté de Kent, le Haut-Canada, à l'Assemblée législative suivante de la première élection provinciale. Détroit était un territoire américain occupé par les britanniques à l'époque.
- 1794 - Juillet. Nommé capitaine d'une compagnie de milice canadienne-française.
- 1795 - le 5 septembre. Marié à Frances Abbott de Détroit, dans l'église de l'Assomption du côté canadien de la rivière.
- 1807 - Octobre. Nommé lieutenant du comté d'Essex.
- 1812-1813 - Nommé adjoint au quartier général de la milice du district ouest. Il a servi pendant toute la campagne de la rivière Détroit et a été recommandé par sir Gordon Drummond pour la reconnaissance de ses services indispensables.
- 1813 - le  30 décembre. Participation à une attaque britannique sur Black Rock, dans la région de Niagara.
- 1814 - le  31 janvier. Il est capturé par les Américains à Delaware, Haut-Canada.
- 1820-1830 - Membre du comté d'Essex dans la Haute Assemblée législative Canada.
- 1832 - a subdivisé le devant de sa ferme, le premier développement urbain dans ce qui allait devenir Windsor.
- 1842 - avait fait construire le traversier  «Alliance».
- 1849 - a donné des terres à la ville pour créer ce qui est aujourd'hui Ferry Street, en remplacement d'une voie antérieure qui avait servi d'accès à un débarcadère du traversier.
- 1852 - Mort âgé de 84 ans  et enterré dans la cour de l'église de l'Assomption à Windsor.